# 5712 Funke
5712 Funke eller 1979 SR är en asteroid i huvudbältet som upptäcktes den 25 september 1979 av den tjeckiske astronomen Antonín Mrkos vid Kleť-observatoriet i Tjeckien. Den är uppkallad efter den tjeckiske fotografen Jaromír Funke.
Asteroiden har en diameter på ungefär 7 kilometer och den tillhör asteroidgruppen Gefion.